# Jean-Loup Chenot
 (janvier 2012).
Jean-Loup Chenot est un ancien élève de l’École polytechnique (X1966) et docteur d’État es Sciences de l’Université de Paris VI. Il a préparé sa thèse à l’IFP (Institut Français du Pétrole) de 1968 à 1973 puis ingénieur de recherche. En 1975, il rejoint l’École des Mines de Paris (Mines ParisTech) et le CEMEF (Centre de Mise en Forme des Matériaux), dont il assure la direction de 1979 à 2008. Il est maintenant professeur à Mines ParisTech et conseiller scientifique du CEMEF. 
Sous sa responsabilité, le CEMEF a développé ses activités scientifiques en association avec le CNRS, passant de 45 personnes en 1979 à 150 en 2008 et obtenant l'évaluation A+ de l’AERES. Ce développement a été rendu possible par des financements industriels sous la forme de contrats de recherche avec les entreprises de la mise en forme, gérés par l’association Armines.
Il a enseigné les bases de la mécanique des milieux continus et les méthodes numériques appliquées à la simulation numérique des procédés de mise en forme des métaux pour les applications aéronautique, automobile, armement, dans le domaine de la production d’énergie, etc. Il a également initié et supervisé la création de deux Mastères Spécialisés en Matériaux et en Mécanique Numérique.

## Travaux
Calcul en chimie quantique appliquée aux complexes de coordination en introduisant une méthode approchée dans laquelle les orbitales électroniques sont des combinaisons linéaires d’orbitales moléculaires précalculées.
Développement d’un code de calcul par éléments finis du mouvement des plateformes offshore en mer grâce à une méthode originale de prise en compte des termes de radiation. La méthode proposée permet de raccorder un développement en série de fonctions analytiques à une solution éléments finis dans un domaine entourant la structure.
Calcul par éléments finis des grandes déformations et application aux procédés de mise en forme par déformation plastique de pièces industrielles complexes. Ce thème général de recherche peut se décliner en une grande variété de problèmes mécaniques, métallurgiques, numériques et informatiques :
- Formulation mathématique du problème mécanique ou thermomécanique ;
- Choix de discrétisations spatiales ;
- Calcul de surface libre pour les problèmes stationnaires ;
- Schémas d’intégration temporelle pour les problèmes instationnaires ;
- Algorithmes de résolution des équations non linéaire en plasticité ;
- Maillage et remaillage ;
- Méthodes multigrilles ;
- Estimation d’erreur et remaillage adaptatif ;
- Choix de lois de comportement et identification de ces lois par les méthodes inverses ;
- Optimisation des procédés ;
- Couplage entre le modèle thermomécanique et les évolutions métallurgiques.

## Prix et distinctions
- 1988 : Prix Paul Doistau-Émile Blutet décerné par l'Académie des Sciences
- 1991 : Chevalier des Palmes académiques
- 1992 : Second prix IBM de Calcul Intensif
- 1994 : Chevalier de l'ordre national du Mérite
- 1994 : Professeur honorifique de l'université de Galati (Roumanie)
- 1996 : Docteur_honoris_causa de l'université de Galati (Roumanie)
- 2007 : Officier de l'ordre national du Mérite
- 2008 : Fellow de l’IACM (International Association for Computational Mechanics)
- 2008 : Prix Armines de la Recherche partenariale[3]
- 2010 : Médaille d’or de l’AMPT (Advances in Materials and Processing Technologies)
- 2011 : Médaille d’or de la JSTP (Japan Society for Technology of Plasticity)[4]